# 아야베정
아야베정(일본어: 綾部町)은 일본 교토부 이카루가군에 설치되었던 정이다.